# Julian Leow Beng Kim

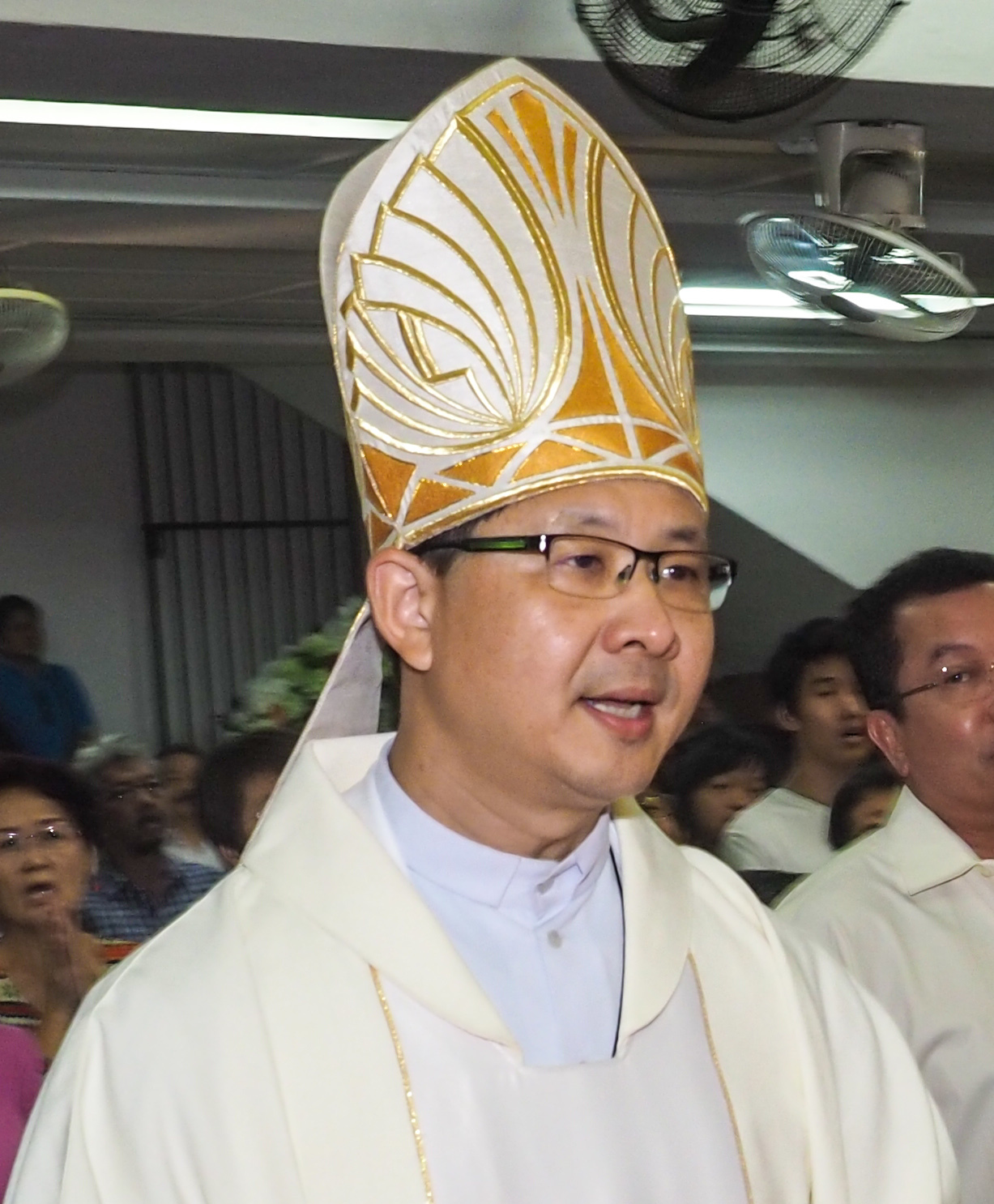
Julian Leow Beng Kim (2017)

Erzbischofswappen von Julian Leow Beng Kim

Julian Leow Beng Kim (* 3. Januar 1964 in Seremban, Negeri Sembilan) ist ein malaysischer Geistlicher und römisch-katholischer Erzbischof von Kuala Lumpur.

## Leben
Julian Leow Beng Kim besuchte von 1971 bis 1982 zuerst die Grundschule und später die weiterführende Schule an der St. Paul’s Institution sowie von 1983 bis 1984 die Hurstville Boys High School in Sydney. Ab 1984 absolvierte er an der University of New South Wales in Sydney ein Studium und erlangte 1989 mit der Arbeit The role of management in construction worker motivation („Die Rolle des Managements bei der Motivation von Bauarbeitern“) einen Bachelor im Fach Bauingenieurwesen. Neben dem Studium arbeitete er als Schaffner bei der New South Wales Public Transport Commission, als persönlicher Assistent des Direktors einer Anwaltskanzlei und als Koordinator in einer Baufirma. Nach dem Studienabschluss war er drei Jahre auf verschiedenen Baustellen in Sydney, Kuala Lumpur, Johor Bahru und Singapur tätig. Ab 1994 studierte Leow Philosophie und Katholische Theologie am Priesterseminar in Penang. Daneben absolvierte er ein Pastoralpraktikum in der Pfarrei St Ignatius in Petaling Jaya. Am 20. April 2002 empfing er in der Pfarrkirche Visitation in Seremban durch den Erzbischof von Kuala Lumpur, Anthony Soter Fernandez, das Sakrament der Priesterweihe für das Erzbistum Kuala Lumpur.
Leow war nach der Priesterweihe zunächst als Pfarrvikar der Pfarrei Visitation in Seremban tätig, bevor er 2004 Pfarrer der Pfarrei Holy Family in Kajang wurde. 2007 wurde er für weiterführende Studien nach Rom entsandt, wo er 2010 an der Päpstlichen Universität Gregoriana ein Lizenziat im Fach Kirchengeschichte erwarb. Nach der Rückkehr in seine Heimat lehrte Leow am Priesterseminar in Penang, an dem er auch als Studiendekan fungierte. Zudem war er für das theologische Propädeutikum und für die Berufungspastoral im Erzbistum Kuala Lumpur verantwortlich und wirkte als stellvertretender Diözesanjugendseelsorger.
Papst Franziskus ernannte ihn am 3. Juli 2014 zum Erzbischof von Kuala Lumpur. Die Bischofsweihe spendete ihm der Erzbischof von Kuching, John Ha Tiong Hock, am 6. Oktober desselben Jahres; Mitkonsekratoren waren seine Vorgänger als Erzbischöfe von Kuala Lumpur, Murphy Nicholas Xavier Pakiam und Anthony Soter Fernandez. Leow wählte den Wahlspruch Integrity and Tenderness („Aufrichtigkeit und Freundlichkeit“).
Seit September 2023 ist Leow zudem Präsident der Bischofskonferenz von Malaysia, Singapur und Brunei.